# 텍사스 전기톱 학살 2
《텍사스 전기톱 학살 2》(The Texas Chainsaw Massacre 2)는 미국에서 제작된 토브 후퍼 감독의 1986년 공포, 코미디 영화이다. 데니스 호퍼 등이 주연으로 출연하였고 메나헴 골란 등이 제작에 참여하였다.

## 출연

### 주연
- 데니스 호퍼
- 캐롤라인 윌리엄스

### 조연
- 짐 사이도우
- 빌 모슬리
- 빌 존슨

## 기타
- 공동제작: 토브 후퍼
- 협력프로듀서: L.M. 킷 카슨
- 조감독: 리처드 에스피노자
- 미술: 캐리 화이트
- 특수분장: 톰 사비니
- 의상: 카린 후퍼